# Úszó-Európa-bajnokság
Az úszó-Európa-bajnokságot kétévente, tavasszal rendezi meg az Európai Úszószövetség. A verseny 50 m-es medencében rendezik a versenyszámokat. (A 25 méteres medencében rendezett Európa-bajnokságot rövid pályás úszó-Európa-bajnokságnak hívják). Az Európa-bajnokság keretein belül nemcsak úszásban versenyeznek, hanem szinkronúszó és a műugró számokban, valamint ilyenkor rendezik a nyílt vízi bajnokságot is. 1999-ig a vízilabda Eb-ket is ebben az időben rendezték. A megrendezett bajnokságokat összefoglaló néven „Vizes Európa-bajnokság”-nak is szokták nevezni.
Az első úszó-Eb-t Magyarországon, Budapesten rendezték 1926-ban. A közelmúltban háromszor, 2006-ban, 2010-ben és 2021-ben is a magyar főváros adott neki otthont. A 2012-es Eb-t – Antwerpen visszalépése után – Debrecen rendezhette. A műugrók versenyeire Eindhovenben került sor.

## Helyszínek
| Év   | Helyszín           | Helyszín                        | Dátum                         | Versenyszámok |
| Év   | Város              | Ország                          | Dátum                         | Versenyszámok |
| ---- | ------------------ | ------------------------------- | ----------------------------- | ------------- |
| 1926 | Budapest           | Magyarország                    | augusztus 18-22.              | 9             |
| 1927 | Bologna            | Olaszország                     | augusztus 21. - szeptember 4. | 16            |
| 1931 | Párizs             | Franciaország                   | augusztus 23-30.              | 16            |
| 1934 | Magdeburg          | Németország                     | augusztus 12-19.              | 16            |
| 1938 | London             | Egyesült Királyság              | augusztus 6-13.               | 16            |
| 1947 | Monte-Carlo        | Monaco                          | szeptember 10-14.             | 16            |
| 1950 | Bécs               | Ausztria                        | augusztus 20-27.              | 16            |
| 1954 | Torino             | Olaszország                     | augusztus 31. - szeptember 5. | 18            |
| 1958 | Budapest           | Magyarország                    | augusztus 31. - szeptember 6. | 20            |
| 1962 | Lipcse             | NDK                             | augusztus 18-25.              | 23            |
| 1966 | Utrecht            | Hollandia                       | augusztus 20-27.              | 23            |
| 1970 | Barcelona          | Spanyolország                   | szeptember 5-13.              | 34            |
| 1974 | Bécs Amszterdam    | Ausztria · Hollandia            | augusztus 18-25.              | 37            |
| 1977 | Jönköping          | Svédország                      | augusztus 14-21.              | 37            |
| 1981 | Split              | Jugoszlávia                     | augusztus 4-12.               | 37            |
| 1983 | Róma               | Olaszország                     | augusztus 22-27.              | 38            |
| 1985 | Szófia Oslo        | Bulgária · Norvégia             | augusztus 4-11.               | 39            |
| 1987 | Strasbourg         | Franciaország                   | augusztus 16-23.              | 41            |
| 1989 | Bonn               | NSZK                            | augusztus 15-20.              | 43            |
| 1991 | Athén Terracina    | Görögország · Olaszország       | augusztus 18-25.              | 47            |
| 1993 | Sheffield Slapy    | Egyesült Királyság · Csehország | augusztus 3-8.                | 47            |
| 1995 | Bécs               | Ausztria                        | augusztus 22-27.              | 47            |
| 1997 | Sevilla            | Spanyolország                   | augusztus 19-24.              | 51            |
| 1999 | Isztambul          | Törökország                     | július 26. - augusztus 1.     | 55            |
| 2000 | Helsinki           | Finnország                      | július 3-9.                   | 55            |
| 2002 | Berlin             | Németország                     | július 29. - augusztus 4.     | 57            |
| 2004 | Madrid             | Spanyolország                   | május 5-16.                   | 58            |
| 2006 | Budapest           | Magyarország                    | július 26. - augusztus 6.     | 58            |
| 2008 | Eindhoven          | Hollandia                       | március 13-24.                | 54            |
| 2010 | Budapest           | Magyarország                    | augusztus 4-15.               | 61            |
| 2012 | Debrecen Eindhoven | Magyarország · Hollandia        | május 15-27.                  | 55            |
| 2014 | Berlin             | Németország                     | augusztus 13-24.              | 64            |
| 2016 | London             | Egyesült Királyság              | május 9-22.                   | 64            |
| 2018 | Glasgow Edinburgh  | Egyesült Királyság              | augusztus 3-12.               | 72            |
| 2021 | Budapest           | Magyarország                    | május 10-23.                  | 73            |
| 2022 | Róma               | Olaszország                     | augusztus 11-21.              | 77            |
| 2024 | Belgrád            | Szerbia                         | június 10-23.                 | 74            |
| 2026 | Párizs             | Franciaország                   | július 25. - augusztus 8.     |               |

## Összesített éremtáblázat (1926–2024)
| Helyezés | Nemzet                | Arany | Ezüst | Bronz | Összesen |
| 1.       | Oroszország           | 197   | 116   | 87    | 400      |
| 2.       | Németország           | 175   | 166   | 135   | 476      |
| 3.       | NDK                   | 143   | 115   | 68    | 326      |
| 4.       | Magyarország          | 134   | 116   | 91    | 341      |
| 5.       | Olaszország           | 130   | 160   | 205   | 495      |
| 6.       | Egyesült Királyság    | 114   | 120   | 141   | 375      |
| 7.       | Szovjetunió           | 97    | 87    | 79    | 263      |
| 8.       | Franciaország         | 94    | 101   | 97    | 292      |
| 9.       | Hollandia             | 90    | 98    | 92    | 280      |
| 10.      | Svédország            | 70    | 78    | 75    | 223      |
| 11.      | Ukrajna               | 69    | 73    | 70    | 212      |
| 12.      | NSZK                  | 41    | 33    | 49    | 123      |
| 13.      | Spanyolország         | 38    | 62    | 51    | 151      |
| 14.      | Dánia                 | 30    | 24    | 34    | 88       |
| 15.      | Lengyelország         | 22    | 26    | 29    | 77       |
| 16.      | Ausztria              | 17    | 20    | 23    | 60       |
| 17.      | Románia               | 14    | 26    | 32    | 72       |
| 18.      | Görögország           | 13    | 21    | 28    | 62       |
| 19.      | Finnország            | 13    | 9     | 12    | 34       |
| 20.      | Izrael                | 7     | 6     | 12    | 25       |
| 21.      | Csehország            | 7     | 2     | 17    | 26       |
| 22.      | Norvégia              | 6     | 9     | 5     | 20       |
| 23.      | Belgium               | 6     | 7     | 17    | 30       |
| 24.      | Svájc                 | 5     | 13    | 21    | 39       |
| 25.      | Fehéroroszország      | 5     | 10    | 17    | 32       |
| 26.      | Írország              | 5     | 7     | 2     | 14       |
| 27.      | Szerbia               | 5     | 1     | 2     | 8        |
| 28.      | Litvánia              | 4     | 6     | 11    | 21       |
| 29.      | Szlovákia             | 3     | 11    | 4     | 18       |
| 30.      | Bulgária              | 3     | 4     | 9     | 16       |
| 31.      | Jugoszlávia           | 2     | 14    | 13    | 29       |
| 32.      | Horvátország          | 2     | 7     | 7     | 16       |
| 33.      | Csehszlovákia         | 2     | 5     | 11    | 18       |
| 34.      | Szlovénia             | 2     | 5     | 10    | 17       |
| 35.      | Törökország           | 2     | 1     | 5     | 8        |
| 36.      | Portugália            | 1     | 1     | 5     | 7        |
| 37.      | Bosznia-Hercegovina   | 1     | 1     | 1     | 3        |
| 38.      | Észtország            | 1     | 1     | 0     | 2        |
| 39.      | Feröer                | 0     | 3     | 0     | 3        |
| 40.      | Izland                | 0     | 2     | 1     | 3        |
| 41.      | Szerbia és Montenegró | 0     | 1     | 0     | 1        |
| 42.      | Örményország          | 0     | 0     | 1     | 1        |
| Összesen | Összesen              | 1570  | 1568  | 1569  | 4707     |

Megjegyzés: A táblázat tartalmazza az úszást (1926-tól), a műugrást (1926-tól), a szinkronúszást (1974-től), nyílt vízi úszást (1993-tól), szupertoronyugrást (2022) és a vízilabda érmeket. A vízilabda érmek 1926 és 1997 között vannak feltüntetve. 1999-től a vízilabda külön lett választva az úszó-Európa-bajnokságtól és külön Európa-bajnokságként szerepel.
2024-ig Albánia, Andorra, Azerbajdzsán, Ciprus, Észak-Macedónia, Grúzia, Gibraltár, Koszovó, Lettország, Liechtenstein, Luxemburg, Málta, Moldova, Monaco, Montenegró, San Marino még nem nyert érmet.

## Versenyszámok
| Versenyszám                  | Férfiaknak ebben az évben rendezték először | Nőknek ebben az évben rendezték először |
| ---------------------------- | ------------------------------------------- | --------------------------------------- |
| 50 m gyors                   | 1987                                        | 1987                                    |
| 100 m gyors                  | 1926                                        | 1927                                    |
| 200 m gyors                  | 1970                                        | 1970                                    |
| 400 m gyors                  | 1926                                        | 1927                                    |
| 800 m gyors                  | 2008                                        | 1970                                    |
| 1500 m gyors                 | 1926                                        | 2008                                    |
| 50 m hát                     | 1999                                        | 1999                                    |
| 100 m hát                    | 1926                                        | 1927                                    |
| 200 m hát                    | 1962                                        | 1970                                    |
| 50 m mell                    | 1999                                        | 1999                                    |
| 100 m mell                   | 1970                                        | 1970                                    |
| 200 m mell                   | 1926                                        | 1927                                    |
| 50 m pillangó                | 1999                                        | 1999                                    |
| 100 m pillangó               | 1970                                        | 1954                                    |
| 200 m pillangó               | 1954                                        | 1970                                    |
| 200 m vegyes                 | 1970                                        | 1970                                    |
| 400 m vegyes                 | 1962                                        | 1962                                    |
| 4 × 100 m gyorsváltó         | 1962                                        | 1927                                    |
| 4 × 200 m gyorsváltó         | 1926                                        | 1983                                    |
| 4 × 100 m vegyes váltó       | 1958                                        | 1958                                    |
| 4 × 100 m mixed gyorsváltó   | 2014                                        | 2014                                    |
| 4 × 200 m mixed gyorsváltó   | 2018                                        | 2018                                    |
| 4 × 100 m mixed vegyes váltó | 2014                                        | 2014                                    |

## Lebonyolítási rendszer
A 400 m-nél rövidebb távokon három forduló során alakul ki a végeredmény. Az előfutamokban egy ország legfeljebb négy versenyzőt indíthat. Egy-egy futamban nyolcan vesznek részt (leszámítva a maradékot, ha az indulók száma nem osztható nyolccal). Az elődöntőbe az időeredmények alapján legjobb tizenhat versenyző jut tovább, egy országból azonban legfeljebb ketten juthatnak be. Az elődöntő két futamát az előfutamban úszott idők alapján osztják be, arra törekedve, hogy minél kisebb legyen a különbség a mezőny erősségében. A futamok első két-két helyezettje döntőbe kerül, mellettük további négy versenyző jut tovább az időeredmények összesítése alapján. Ha az előfutamok vagy az elődöntő során az utolsó bejutó helyen holtverseny van, „szétúszás” (az érintettek közti külön verseny) dönt. A pályabeosztás az elődöntőben úszott időktől függ, a jobb idővel bekerülők úszhatnak a belső pályákon.
A 400 m-es vagy annál hosszabb távú versenyek lebonyolítása annyiban különbözik, hogy nincsenek elődöntők, az előfutamokból a legjobb nyolc versenyző közvetlenül a döntőbe jut.

## Magyar úszó-Európa-bajnokok

### Egyéni számokban
| Név                        | Eb címek száma | Részletezés |
| -------------------------- | -------------- | --- |
| Cseh László                | 14             | 2004 – 100 m hát, 400 m vegyes 2006 – 200 m vegyes, 400 m vegyes 2008 – 200 m vegyes, 400 m vegyes 2010 – 200 m vegyes, 400 m vegyes 2012 – 200 m vegyes, 200 m pillangó, 400 m vegyes 2014 – 200 m vegyes 2016 – 100 m pillangó, 200 m pillangó |
| Hosszú Katinka             | 13             | 2010 – 200 m vegyes, 200 m pillangó 2012 – 200 m pillangó, 200 m vegyes, 400 m vegyes 2014 – 100 m hát, 200 m vegyes, 400 m vegyes 2016 – 200 m hát, 200 m vegyes, 400 m vegyes 2018 – 200 m vegyes 2021 – 400 m vegyes                          |
| Egerszegi Krisztina        | 9              | 1991 – 100 m hát, 200 m hát, 400 m vegyes 1993 – 100 m hát, 200 m hát, 200 m pillangó, 400 m vegyes 1995 – 200 m hát, 400 m vegyes |
| Darnyi Tamás               | 8              | 1985 – 200 m vegyes, 400 m vegyes 1987 – 200 m vegyes, 400 m vegyes 1989 – 200 pillangó, 200 vegyes, 400 vegyes 1993 – 400 m vegyes |
| Milák Kristóf              | 7              | 2018 – 200 m pillangó 2021 – 100 m pillangó, 200 m pillangó 2022 – 100 m pillangó, 200 m pillangó 2024 – 100 m pillangó, 200 m pillangó |
| Kovács Ágnes               | 7              | 1997 – 100 m mell, 200 m mell 1999 – 50 m mell, 100 m mell, 200 m mell 2000 – 50 m mell, 100 m mell |
| Kapás Boglárka             | 6              | 2012 – 800 m gyors 2016 – 800 m gyors, 1500 m gyors, 400 m gyors 2018 – 200 m pillangó 2021 – 200 m pillangó |
| Verrasztó Dávid            | 3              | 2014 – 400 m vegyes 2016 – 400 m vegyes 2018 – 400 m vegyes |
| Hargitay András            | 3              | 1974 – 200 m pillangó, 400 m vegyes 1977 – 200 m vegyes |
| Bárány István              | 3              | 1926 – 100 m gyors 1931 – 100 m gyors, 400 m gyors |
| Késely Ajna                | 2              | 2024 – 400 m gyors, 800 m gyors |
| Kós Hubert                 | 2              | 2022 – 200 m vegyes 2024 – 200 m vegyes |
| Rasovszky Kristóf          | 2              | 2018 – 5 km nyílt vízi 2018 – 25 km nyílt vízi |
| Gyurta Dániel              | 2              | 2010 – 200 m mell 2012 – 200 m mell |
| Gyarmati Andrea            | 2              | 1970 – 200 m hát, 100 m pillangó |
| Kovács Rita                | 2              | 1995 – 5 km nyílt vízi 1997 – 25 km nyílt vízi |
| Csordás György             | 2              | 1954 – 400 m gyors, 1500 m gyors |
| Wladár Sándor              | 2              | 1981 – 100 m hát, 200 m hát |
| Senánszky Petra            | 1              | 2024 – 50 m gyors |
| Jackl Vivien               | 1              | 2024 – 1500 m gyors |
| Betlehem Dávid             | 1              | 2024 – 5 km nyílt vízi |
| Mihályvári-Farkas Viktória | 1              | 2022 – 400 m vegyes |
| Szabó Szebasztián          | 1              | 2021 – 50 m pillangó |
| Kis Gergő                  | 1              | 2008 – 800 m gyors |
| Batházi István             | 1              | 2000 – 400 m vegyes |
| Güttler Károly             | 1              | 1993 – 100 m mell |
| Berzlanovits Bea           | 1              | 1991 – 5 km nyílt vízi |
| Rózsa Norbert              | 1              | 1991 – 100 m mell |
| Szabó József               | 1              | 1987 – 200 m mell |
| Verrasztó Zoltán           | 1              | 1977 – 200 m hát |
| Katona József              | 1              | 1962 – 1500 m gyors |
| Újvári László              | 1              | 1958 – 3 méteres műugrás |
| Nyéki Imre                 | 1              | 1954 – 100 m gyors |
| Sebő Ágota                 | 1              | 1954 – 400 m gyors |
| Szőke Katalin              | 1              | 1954 – 100 m gyors |
| Tumpek György              | 1              | 1954 – 200 pillangó |
| Mitró György               | 1              | 1947 – 1500 m gyors |
| Csik Ferenc                | 1              | 1934 – 100 m gyors |
| Halassy Olivér             | 1              | 1931 – 1500 m gyors |

### Csapat számokban
| Csapat                                                           | Év                                                               | Versenyszám                |
| ---------------------------------------------------------------- | ---------------------------------------------------------------- | -------------------------- |
| Férfi vízilabda-válogatott                                       | 1926 1927 1931 1934 1938 1954 1958 1962 1974 1977 1997 1999 2020 |                            |
| Wanié András Szabados László Székely András Bárány István        | 1931                                                             | 4 × 200 m férfi gyorsváltó |
| Gróf Ödön Maróthy András Csik Ferenc Lengyel Árpád               | 1934                                                             | 4 × 200 m férfi gyorsváltó |
| Till László Dömötör Zoltán Kádas Géza Nyéki Imre                 | 1954                                                             | 4 × 200 m férfi gyorsváltó |
| Gyenge Valéria Sebő Ágota Temes Judit Szőke Katalin              | 1954                                                             | 4 × 100 m női gyorsváltó   |
| Női vízilabda-válogatott                                         | 1991 2001 2016                                                   |                            |
| Mutina Ágnes Dara Eszter Hosszú Katinka Verrasztó Evelyn         | 2010                                                             | 4 × 200 m női gyorsváltó   |
| Jakabos Zsuzsanna Verrasztó Evelyn Kapás Boglárka Hosszú Katinka | 2016                                                             | 4 × 200 m női gyorsváltó   |
| Németh Nándor Márton Richárd Holló Balázs Milák Kristóf          | 2022                                                             | 4 × 200 m férfi gyorsváltó |
| Ugrai Panna Senánszky Petra Molnár Dóra Ábrahám Minna            | 2024                                                             | 4 × 100 m női gyorsváltó   |
| Pádár Nikolett Kós Hubert Szabó Szebasztián Ugrai Panna          | 2024                                                             | 4 × 100 m mixed gyorsváltó |
| Pádár Nikolett Márton Richárd Holló Balázs Ábrahám Minna         | 2024                                                             | 4 × 200 m mixed gyorsváltó |
| Szimcsák Mira Fábián Bettina Betlehem Dávid Rasovszky Kristóf    | 2024                                                             | 5 km nyílt vízi            |

## Európa-bajnoki csúcsok
Az Európa-bajnokságokon elért legjobb időket külön is jegyzik. Jelenleg 7 versenyszámban tartja a legjobb időt magyar versenyző:
| Év   | Versenyszám          | Sportoló       | Idő      | Dátum             |
| ---- | -------------------- | -------------- | -------- | ----------------- |
| 2021 | 100 m férfi pillangó | Milák Kristóf  | 50,18    | 2021. május 23.   |
| 2021 | 200 m férfi pillangó | Milák Kristóf  | 1:51,10  | 2021. május 19.   |
| 2016 | 1500 m női gyors     | Kapás Boglárka | 15:50,22 | 2016. május 21.   |
| 2016 | 200 m női vegyes     | Hosszú Katinka | 2:07,30  | 2016. május 19.   |
| 2016 | 400 m női vegyes     | Hosszú Katinka | 4:30,90  | 2016. május 16.   |
| 2012 | 200 m férfi vegyes   | Cseh László    | 1:56,66  | 2012. május 23.   |
| 2008 | 400 m férfi vegyes   | Cseh László    | 4:09,59  | 2008. március 24. |